# Тимпарело (Козенца)
Тимпарело је насеље у Италији у округу Козенца, региону Калабрија.
Према процени из 2011. у насељу је живело 565 становника. Насеље се налази на надморској висини од 648 м.